# For the first time in my life
For the first time in my life is een single van Sandra en Andres. Het is afkomstig van hun album Happy together
For the First time in my life werd geschreven door Edwin Greines. Hij schreef onder meer mee aan Mr. Success voor Frank Sinatra. For the first time werd eerder gezongen door Adam Wade (single 1962), Tom Jones en later door Andee Silver en Sammi Smith.
De B-kant Tjibidi beng beng was een eigen compositie van Dries Holten (Andres).
Beide liedjes werden uitgevoerd in een arrangement van Ger van Leeuwen, tevens orkestleider.
For the first time in my life haalde de Nederlande Daverende 30 en de Nederlandse Top 40 niet.
Sandra Reemer

Al di là · Stille nacht, heilige nacht · 'k Zweef aan m'n ballonnetje · Gloria, gloria · Sluimer zacht · Singapura · Hoe leit dit kindeke · Mijn gitaar · Kopi susu · Als jij maar wacht · Een bos rozen · Heimwee · Mijn concert · Teddy song · Jij vergeet · Since you have gone · (I've got) A love like a rainbow · Simon Zealotes · Love me, honey · The party's over · Trust in me · This is your heartbeat · How little we know · Colorado · Nothing's gonna change · It hurts to be in love · America here I come · Indonesia · Get it on · Rien ne va plus · Fly like an angel · Gold · All out of love · Sleep with me tonight · Laughter in the rain · Goodnight, sweetheart, goodnight · Smoke gets in your eyes · La colegiala · For your love · He was the one · Love is cruel · Domenica · The last goodbye · Mensen zoals jij · Kom naar me toe · Alles wat ik wil · Een boom voor het leven · De mooiste droom is vogelvrij
Sandra en Andres

Storybook children · Somethin' in my heart · For the first time in my life · Reach for the moon · Let us pray together · Love is all around · Those words · Que je t'aime · Mary Madonna · Als het om de liefde gaat · Mama mia · Auntie · Aime-moi · Dzjing boem! · True love · You believed · Oh, nous sommes très amoureux
Dutch Divas

Work that body · From New York to L.A.